# 蘇進康
蘇進康（英語：So Chun-hong，1993年4月20日—），生於香港，是一位田徑運動員，也是香港男子4×100米接力隊成員，曾經參加2014年仁川亞運，並且協助港隊奪得一面田徑4×100米接力銅牌。
2014年12月30日，公民體育會舉行67周年會慶聯歡晚宴暨2014年度傑出運動員頒獎禮，蘇進康獲主席貝鈞奇頒發6,000元特別獎金。
2015年6月4日，香港「接力四子」徐志豪、吳家鋒、蘇進康及鄧亦峻，在武漢舉行的亞洲田徑錦標賽男子4×100米接力賽決賽，合力跑出39秒25勇奪銀牌，僅敗於中國隊。

## 外部連結
- 蘇進康在的頁面
- 香港奧委會 蘇進康檔案
- 公民體育會 蘇進康檔案 （页面存档备份，存于）